# Pleodendron
Pleodendron, rod drveća iz porodice Canellaceae, dio reda Canellales. Sastoji se od tri vrste koje endemski rastu u Haitima, Kostariki i Portoriku. Vrsta Pleodendron macranthum je veoma rijetka vrst5a koja se danas očuvala samo u nacionalnim šumama El Yunque i Rio Abajo Commonwealth.
Opisan je u Journal de Botanique (Morot) 13: 271. 1899.

## Vrste
1. Pleodendron costaricense N.Zamora, Hammel & Aguilar; Kostarika
2. Pleodendron ekmanii Urb.; Hispaniola (Haiti)
3. Pleodendron macranthum (Baill.) Tiegh.; Portoriko